# Qulleq
Qulleq (dansk direkte oversættelse: "tranlampe") er et grønlandsk parti, der blev stiftet i 2023 af tidligere medlemmer fra Siumut og Naleraq. Partiet går ind for hurtig selvstændighed og ønsker desuden, at Grønland skal begynde at udvinde olie.
Partiet opstillede for første gang til parlamentsvalget i Grønland 11. marts 2025, hvor det 13. februar 2025, en halv snes dage efter parlamentsvalgets udskrivelse, blev erklæret opstillingsberettiget efter at have indsamlet de nødvendige 856 vælgererklæringer. Ved indleveringen af vælgererklæringerne arbejdede partiet stadig på at finpudse sit program og partiets mærkesager og færdiggøre kandidatlister til både parlamentsvalget og valget til de grønlandske kommmunalbestyrelser 1. april 2025.
Partiet opnåede 1,1 % af stemmerne ved parlamentsvalget og fik dermed ikke nogen personer valgt ind i Inatsisartut. Ved kommunalvalget stillede de op i 4 af Grønlands 5 kommuner (alle på nær Qeqertalik Kommune). De fik på landsplan 1,0 % af stemmerne og heller ingen kommunalbestyrelsesmedlemmer.

## Ledelse
Partiets formand, da det blev stiftet i marts 2023, var Henrik Fleischer, der var tidligere medlem af Siumut. Ved opstillingen til parlamentsvalget i 2025 var formanden Karl Ingemann.